# Friedrich David Theodor Müller
David Müller (mit vollem Namen Friedrich David Theodor Müller; * 28. Juli 1828 in Königslutter am Elm; † 20. Juli 1877 in Karlsruhe) war ein deutscher Historiker.
Zwischen 1847 und 1850 studierte David Müller Theologie an der Friedrich-Schiller-Universität Jena, der Martin-Luther-Universität Halle-Wittenberg und der Georg-August-Universität Göttingen. Er promovierte 1858 in Jena zum Doktor der Philosophie. David Müller war als Realschullehrer tätig und unterrichtete dabei in den Fächern Französisch, Italienisch, Englisch, Religion, Geschichte und Deutsch. 1872 übernahm er an der Polytechnischen Schule Karlsruhe den Lehrstuhl für Geschichte von seinem Vorgänger Hermann Baumgarten.

## Schriften
- Leitfaden zur Geschichte des deutschen Volkes Vahlen 1878
- Alte Geschichte für die Anfangsstufe des historischen Unterrichts Weidmann 1884
- Abriss der allgemeinen Weltgeschichte für die obere Stufe des Geschichtsunterrichtes Nabu Press 2010, ISBN 978-1-147-13399-8